# Wikariat apostolski Aleppo

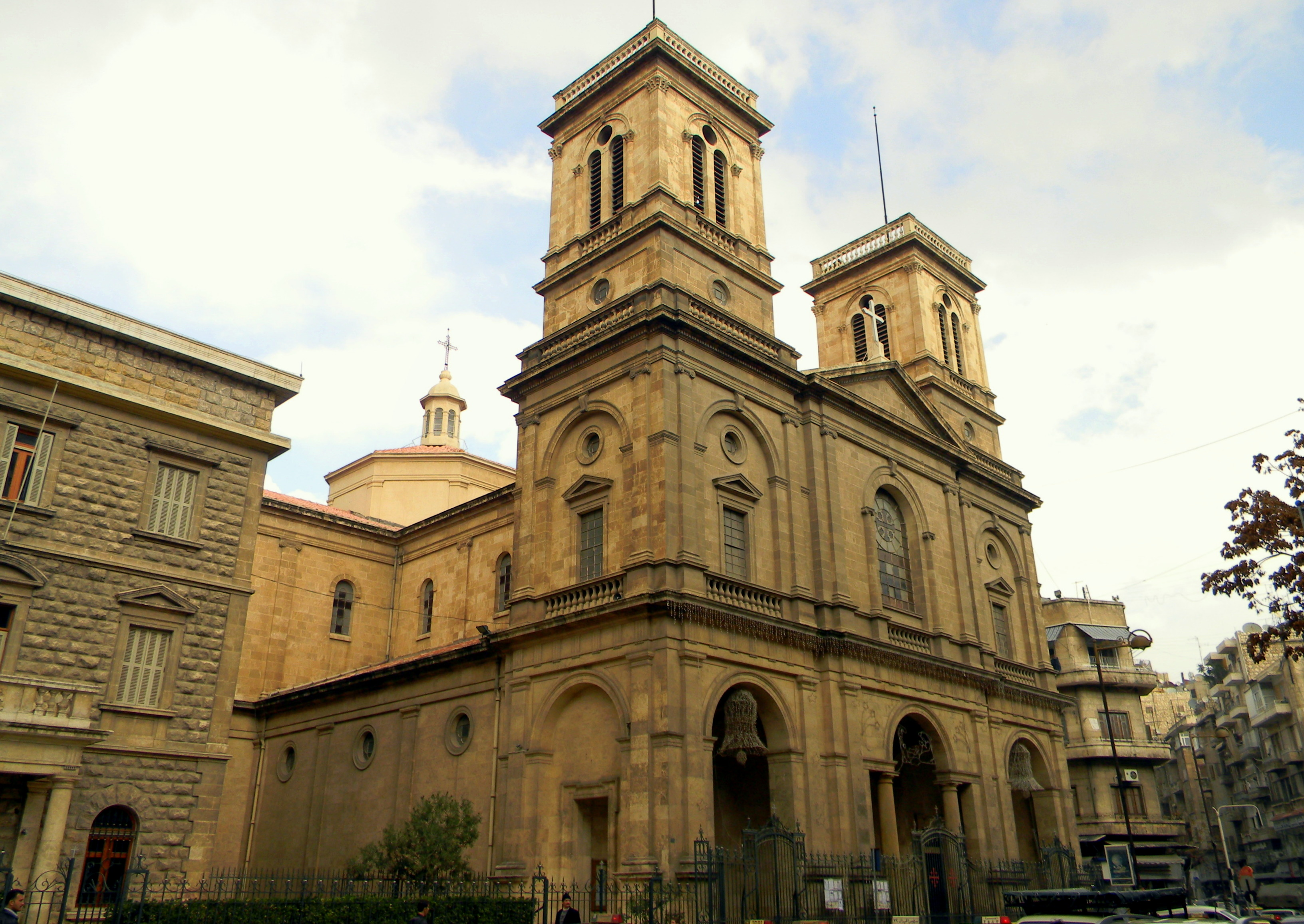
Kościół św. Franciszka w Aleppo, dawna katedra wikariatu

Wikariat apostolski Aleppo (łac. Apostolicus Vicariatus Aleppensis) – rzymskokatolicki wikariat apostolski ze stolicą w Aleppo, w Syrii.
Wikariat apostolski Aleppo jest jedyną jednostką Kościoła rzymskokatolickiego w Syrii. W tym państwie rozbudowaną strukturę i dużą liczbę wiernych mają wschodnie Kościoły katolickie (czyli pozostające w jedności ze Stolicą Apostolską).
Wikariat apostolski Aleppo nie wchodzi w skład żadnej metropolii, lecz podlega bezpośrednio Stolicy Apostolskiej.

## Historia
W 1645 została utworzona łacińska archidiecezja Aleppo, została zlikwidowana w 1659. W dniu 27 kwietnia 1760 erygowany został wikariat apostolski Aleppo. Od 1817 pod nazwą wikariatu apostolskiego Syrii, Egiptu, Arabii i Cypru, zaś w 1839 powrócił do pierwotnej nazwy.

## Główne świątynie
- Katedra: Katedra Dzieciątka Jezus w Aleppo

## Biskupi

### Arcybiskup Aleppo
- Giovanni Battista Aresti de Dovara OFMObs (1645-1650)

### Wikariusze apostolscy
- Arnaud Bossu CM (1762-1765)
- Aloisio Gandolfi CM (1818-1825)
- Jean-Baptiste Auvergne (1833-1836)
- Giuseppe Angelo di Fazio OFMCap (1837-1838)
- Francisco Villardel OFMObs (1839-1852)
- Paolo Brunoni (1853-1868)
- Luigi Piavi OFMObs (1876-1889)
- Pierre-Gonzalès-Charles Duval OP (1895-1904)
- Frediano Giannini OFM (1905-1936)
- Bonaventure Akiki OFM (1973-1979)
- Guerino Dominique Picchi OFM (1980-1992)
- Armando Bortolaso SDB (1992-2002)
- Giuseppe Nazzaro OFM (2002-2013)
- Georges Abou Khazen OFM (2013-2022)
- Hanna Jallouf OFM (od 2023)